# Sfingozin
Sfingozin (2-amino-4-oktadeken-1,3-diol) je aminoalkohol z dolgo nenasičeno alifatsko verigo in je sestavina sfingomielina in drugih sfingolipidov, ki so pomembna skupina lipidov v celični membrani. Vsebuje 18 ogljikovih atomov.

## Vloge
Sfingozin se lahko in vivo fosforilira s pomočjo kinaz (sfingozin-kinaze tipov I in II), pri čemer nastane sfingozin-1-fosfat, ki je pomembna lipidna signalna molekula.
Presnovki sfingolipidov, kot so ceramid, sfingozin in sfingozin-1-fosfat, so lipidne signalne molekule, ki so vključene v številne celične procese.

## Sinteza
Sfingozin se tvori s kondenzacijo palmitoil CoA in serina, pri čemer nastane dehidrosfingozin.
Nato se dehidrosfingozin reducira s pomočjo NADPH do dihidrosfingozina (sfinganina) in se naposled s FAD oksidira do sfingozina. Za nastanek sfingozina iz sfinganina ne obstaja neposredna sintezna pot; najprej se sfinganin acilira z dihidroceramidom, ki se kasneje dehidrogenira do ceramida.
V lizosomih nastaja sfingozid z razpadom sfingolipidov.